# Región administrativa de Hannover
La región administrativa de Hannover (en alemán Regierungsbezirk Hannover) fue una región administrativa en el estado federado Baja Sajonia de Alemania. El 1 de enero de 2005, Baja Sajonia disolvió sus cuatro Regierungsbezirke y así desapareció el conjunto de la región de Hanóver.